# Мамыль

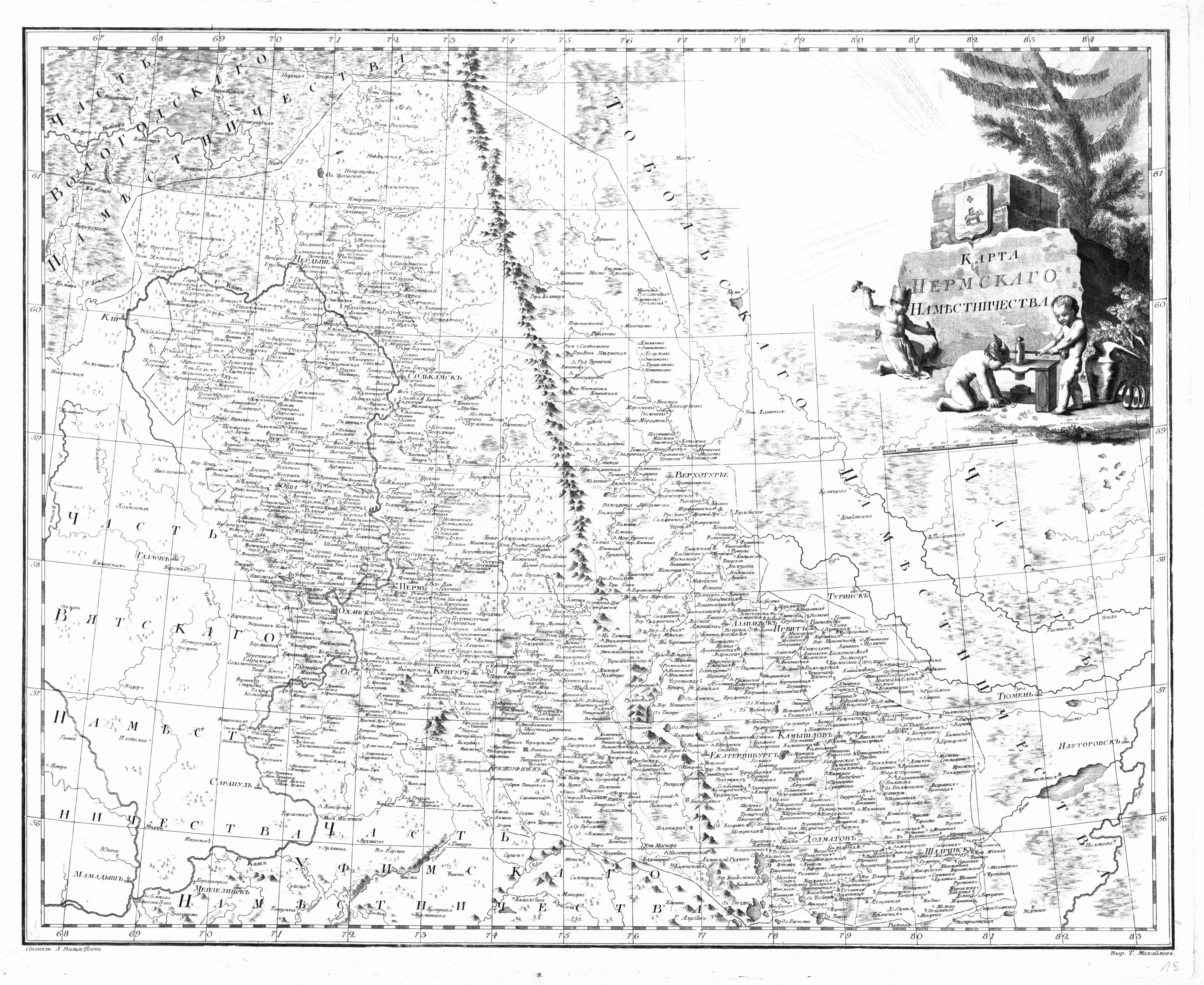
Мамыль («Усть Пожогъ») на карте Пермского наместничества. Российский атлас 1792 года

Мамыль — деревня в Троицко-Печорском районе на юго-востоке республики Коми в составе сельского поселения Знаменка. Находится в южной части района на левом берегу Печоры в 1 км ниже устья реки Пожег на расстоянии примерно 87 километров по прямой от посёлка Троицко-Печорск на юг-юго-восток.

## История
Согласно преданию, деревню основал крестьянин Афанасий из деревни Пожег на верхней Вычегде, потомки которого носили фамилию Афанасьев. Позднее рядом с ним поселился выходец из Прикамья, из коми-пермяцкой деревни Мамыль. В другом варианте легенды Афанасием звали беглого солдата по прозвищу Мамыль, осевшего по соседству с выходцем из Пожега. По мнению этнографа и историка Любомира Жеребцова, предки Афанасьевых были коми-пермяками.
На картах из Российского атласа 1792 года изображена как Усть Пожогъ на правом берегу Печоры, в составе Пермского наместничества рядом с границей  Вологодского наместничества.
Побывавший в этих местах в 1840 году промышленник В. Н. Латкин отметил, что деревня Пожег расположена на левом берегу Печоры и имеет «до шести домов», а также что её жителей «зовут Момылями». На карте 1846 года обозначена как Усть-Пожег. Между Усть-Пожегом и существовавшей ранее в 18 км ниже по течению деревней Порог пролегла граница между территориями расселения русских и коми в верховьях Печоры.
1 июня 1925 года деревня вместе с пристанью Якша на реке Печоре и пристанью Усть-Еловка на реке Берёзовке передана из Ныробского района Верхне-Камского округа Уральской области в состав Автономной области Коми (Зырян).
В 1925 году деревня именовалась Усть-Пожег, здесь было 32 двора, 116 жителей, в 1926 году — 35 дворов, 131 житель (55 мужчин, 76 женщин). 
В 1930 году — деревня Усть-пожег Якшинского сельсовета. На карте 1938 года — Мём-Йыл.
В переписи 1939 года — село Мамыли, центр Мамыльского сельсовета, 157 жителей (72 мужчины, 85 женщин). 
До 27 марта 1959 года — село, центр сельсовета, затем — деревня. В 1959 году здесь жили 133 человека, в 1970 году — 71 человек, в 1979 году — 67 человек, в 1989 году — 54 человека (32 мужчины и 22 женщины, из них 46% русские, 46% коми). 
В 1992 году в деревне было 23 жителя, в 1995 году — 20 человек в 11 хозяйствах, в 2002 году — 20 жителей (9 мужчин, 11 женщин), в 2010 году — 15 жителей.

## Население
Постоянное население составляло 20 человек в 2002 году (коми 80%), 15 человек в 2010 году.

## Климат
Климат умеренно-континентальный, лето короткое и умеренно-прохладное, зима многоснежная, продолжительная и холодная. Среднегодовая температура -1.2 градусов С, при этом средняя температура января равна -18 градусов С, июля 16 градусов С. Продолжительность отопительного периода равна 254 суткам при среднесуточной температуре -7,40 градусов С. Устойчивый снежный покров образуется в среднем в 26 октября и продолжается до 14 мая. Средняя высота снежного покрова за зиму незащищенных участков – 74 см, максимальная – 116 см, минимальная – 38 см.

## Часовой пояс
Деревня Мамыль находится в часовой зоне МСК (московское время). Смещение применяемого времени относительно UTC составляет +3:00.